# 태평양네발톱도마뱀붙이
태평양네발톱도마뱀붙이(Gehyra oceanica)는 오세아니아 게코(Oceania gecko), 퍼시픽 디텔라(Pacific dtella)라 불리며, 네발톱도마뱀붙이속에 속한 도마뱀붙이류의 일종이다. 뉴기니의 피지, 바누아투에 서식하며 덩치가 큰 게걸네발톱도마뱀붙이(en:Gehyra vorax)는 때때로 이 종에 포함된다고 보기도 했지만, 현재는 다른 종으로 분류된다.
이 종은 뉴기니와 멜라네시아, 미크로네시아, 폴리네시아의 수많은 섬에 토착한다. 태평양의 섬들에 널리 도입되기도 했으며, 폴리네시아의 마르퀴세스 제도(en:Marquesas Islands)(과학적 최초 발견지)에까지 이르지만, 어디까지 사람의 간섭으로 도입된 것인지는 다소 논란의 여지가 있다. 뚜렷한 두 개의 개체군이 존재하는데, 하나는 북쪽 미크로네시아에, 하나는 남쪽 멜라네시아와 폴리네시아에 있다. 뉴질랜드와 하와이에서도 발견된 기록이 있지만, 이 종은 그 곳에 정착하지 않은 게 확실하다.
이 종은 일반적으로 수목성(en:Arboreal locomotion), 야행성이다. 식단에는 작은 곤충이나 심지어 자기보다 작은 도마뱀붙이류가 포함된다. 몇몇 표본의 위장에서는 과일의 씨앗도 발견되었다. 암수가 짝짓기를 해서 번식하며, 몇몇 도마뱀붙이류와 달리 알에는 점착성이 없다. 이 종은 둥지를 공동으로 사용하지만 둥지의 알은 12개가 넘어가는 법이 없고, 암컷은 한 번에 두 개씩 산란한다. 포란 기간은 긴 편이어서 최대 115일에 이른다. 플랜테이션, 정원, 교란되었거나 교란되지 않은 삼림 따위의 다양한 서식지에서 발견된다. 이 종은 건물 안에서도 먹이를 구하지만, 편리공생의 사례로는 여겨지지 않는다.